# میگل دایاز-کانل
میگل ماریو دیاز-کانل برمودز (اسپانیایی: Miguel Díaz-Canel‎, تلفظ اسپانیایی: [miˈɣel ˈdi.as kaˈnel]؛ زادهٔ ۲۰ آوریل ۱۹۶۰) سیاستمدار اهل کوبا و هفدهمین رئیس‌جمهور کوبا است.
او از سال ۲۰۱۳ معاون اول نهادهای ریاست جمهوری، شورای حکومت و شورای وزیران این کشور بوده‌است. او در روز ۱۸ آوریل ۲۰۱۸ به عنوان رئیس‌جمهور کوبا انتخاب، و جانشین رائول کاسترو شد.
وی در آوریل ۲۰۲۱، به جای رائول کاسترو به عنوان دبیر اول حزب کمونیست کوبا برگزیده شد. انتخاب میگل دیاز کانل به معنای انتقال ۶ دهه حکومت و رهبری برادران کاسترو، فیدل و رائول، در راس این حزب به نسلی جوان‌تر است.

## زندگی
میگل دیاز-کانل ۲۰ آوریل سال ۱۹۶۰ در شهر پلاسیتوس در ویلا کلارا از والدینی به نام‌های «آیدا بمرودز» و «میگل دیاز کانل» که در سانتا کلارا کارگران ماهر فنی بودند متولد شد.
دیاز-کانل در رشته مهندسی برق تحصیل و فعالیت‌های سیاسی خود را در جوانی در انجمن جوانان کمونیست در سانتا کلارا آغاز کرد. او از سال ۲۰۰۳ عضو پلیتبوروی حزب کمونیست کوبا بوده‌است. میگل دیاز-کانل در ۳۳ سالگی به عنوان دبیر دوم این انجمن منصوب شد و بین ۲۰۰۹ تا ۲۰۱۲ وزیر آموزش عالی این کشور بوده و در سال ۲۰۱۲ به معاونت رئیس شورای وزیران (قائم مقام نخست‌وزیر) ترفیع رتبه یافته‌است. یک سال بعد او به عنوان معاون اول رئیس شورای وزیران انتخاب شد.

## ریاست جمهوری
در ۱۸ آوریل ۲۰۱۸ همان‌طور که انتظار می‌رفت میگل دیاز-کانل به عنوان کسی که در پنج سال گذشته سمت معاونت رئیس‌جمهوری را دراختیار داشت، از سوی مجمع ملی کوبا به عنوان تنها نامزد پست ریاست جمهوری این کشور برگزیده شد. یک روز بعد در ۱۹ آوریل میگل دیاز-کانل به عنوان رئیس‌جمهور جدید سوگند یاد کرد و به‌طور رسمی رئیس‌جمهور کوبا و جانشین رائول کاسترو شد.
میگل دیاز-کانل در سال ۱۹۶۰ میلادی، یعنی یک سال بعد از آن که فیدل کاسترو رهبر فقید انقلاب کوبا به عنوان نخست‌وزیر کوبا سوگند یاد کرد، به دنیا آمد. این اولین بار پس از انقلاب سال ۱۹۵۹ است که فردی خارج از خانواده کاسترو زمام امور را در کوبا بدست می‌گیرد. با این وجود او از متحدان رائول کاسترو بشمار می‌رود و انتظار نمی‌رود که دست به تغییراتی اساسی در کشور بزند. انتظار می‌رود که رائول کاسترو به عنوان رهبر حزب حاکم کمونیست همچنان از نفوذ سیاسی در کشور برخوردار باشد.

## دبیر اول کمیته مرکزی حزب کمونیست کوبا

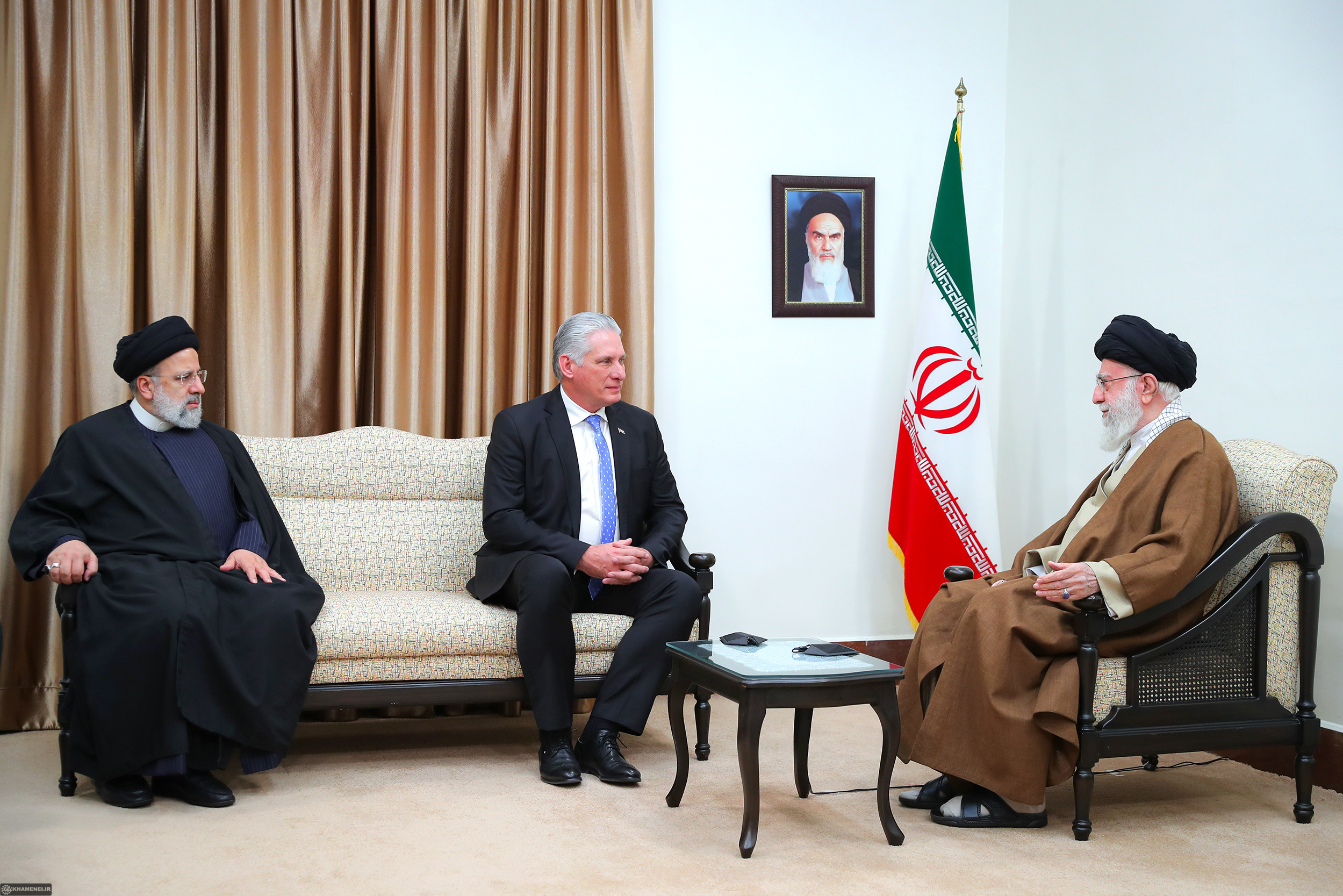
دایاز-کانل در دیدار با سید علی خامنه‌ای و سید ابراهیم رئیسی، آذر ۱۴۰۲

دبیر اول کمیته مرکزی حزب کمونیست کوبا
رئیس کشور کوبا محسوب می‌شود، و بالاترین مقام در حزب کمونیست کوبا است و همچنین دارای مقام اول در دفتر سیاسی، بالاترین نهاد تصمیم‌گیری در کوبا، که این مقام را قدرتمندترین فرد در دولت کوبا می‌داند. در یک دولت کمونیستی، دبیر اول یا عمومی حزب کمونیست به‌طور معمول رهبر واقعی کشور است و موقعیت قدرتمندتری نسبت به دفاتر ایالتی مانند رئیس‌جمهور (رئیس دولت) یا نخست‌وزیر (رئیس دولت) دارد. از سال ۱۹۶۱ تا ۲۰۱۱، سمت دبیر اول توسط فیدل کاسترو، نخست‌وزیر کوبا تا سال ۲۰۰۸، و رئیس شورای دولت یدک می‌شد، برادر او رائول کاسترو از سال ۲۰۰۸ تا ۲۰۱۸ رئیس‌جمهور و نخست‌وزیر کوبا بود و از ۲۰۱۱ تا ۲۰۲۱ نیز عهده‌دار این مسئولیت بود. دبیر اول کنونی میگل دایاز-کانل است.
وی در آوریل ۲۰۲۱، به جای رائول کاسترو به عنوان دبیر اول حزب کمونیست کوبا برگزیده شد. انتخاب میگل دیاز کانل به معنای انتقال ۶ دهه حکومت و رهبری برادران کاسترو یعنی فیدل و رائول، در راس این حزب به نسلی جوان‌تر است.